# Дхармакирти
Дхармакирти (бел. изговаря се Дармакирти) е индийски будистки учител и мислител, един от майсторите на будистката логика.
Роден е към края на 7 век в южна Индия в браминско семейство. Дхармакирти става преподавател в будисткия университет Наланда, като се проявява и като поет. Той гради ученията си на основата на работите на големия авторитет на будистката логика Дигнага и става особено влиятелен както сред будистките учители, така и сред браминските учени-логици. Неговите творби се изучават като част от монашеското образование в Тибет.